# Никон (Софийский)
Архиепи́скоп Ни́кон (в миру Никола́й Андре́евич Софи́йский; 14 (26) мая 1861, село Озарниково, Чухломской уезд, Костромская губерния — 28 мая (10 июня) 1908, Тифлис) — епископ Православной российской церкви; с 9 июня 1906 года — архиепископ Карталинский и Кахетинский, экзарх Грузии, член Святейшего синода.

## Семья
Родился в селе Озарниково (ныне урочище в Чухломском районе Костромской области) в семье сельского священника Андрея Павловича Софийского и его жены Марии Онисимовны. Когда Николаю было три года, умер отец. Семья, в которой было семь детей (шесть мальчиков и одна девочка), и без того жившая бедно, осталась без средств к существованию. Смог получить образование только благодаря трудам его матери, которая кормила семью, занимаясь тяжёлой крестьянской работой. Точно так же и другие дети получили образование (исключая родившегося глухонемым брата Василия), а старший брат Иван позднее был протоиереем в чухломском Преображенском соборе.
Жена — Серафима Фёдоровна, урождённая Панина, дочь соборного священника города Макарьева. Умерла в 1884; их брак длился лишь один год и три месяца.

## Образование
Окончил Солигаличское духовное училище, Костромскую духовную семинарию (1882). Был одним из лучших воспитанников, но отказался поступать в академию, предпочитая духовной карьере жизнь сельского священника.
По смерти супруги, в 1884 году, поступил в Санкт-Петербургскую духовную академию, которую окончил со степенью кандидата богословия в 1888 (тема кандидатской работы: «Происхождение, характер и значение фарисейской секты в истории иудейства»). Рецензент сочинения доцент И. Г. Троицкий в своём отзыве, в частности, писал, что «к наиболее выдающимся местам сочинения следует отнести сделанную автором характеристику фарисеев и их учения, каковая по своё художественности и полноте может быть названа лучшей между подобными себе».

## Священник, монах, педагог
С 27 августа 1882 года — надзиратель Макарьевского духовного училища.
20 февраля 1883 года рукоположён в священника.
С февраля 1883 года — священник села Мамонтово Макарьевского уезда.
В 1887 году пострижен в монашество.
С 2 октября 1888 года — инспектор Санкт-Петербургской духовной семинарии.
С 30 марта 1891 года — ректор Владимирской духовной семинарии с возведением в сан архимандрита.
Был известен как строгий наставник, деятельность которого вызывала недовольство многих семинаристов. Митрополит Евлогий (Георгиевский), служивший под его началом во Владимирской духовной семинарии, дал такую характеристику владыки Никона, объясняющую его действия:

Это был красивый, здоровый, могучий человек, монашества не любивший. «Мне бы не монахом, а крючником на Волге быть…» — говорил он. О. Никон принял постриг не по влечению, а по необходимости, дабы как-нибудь устроить свою горемычную судьбу вдового священника… О. Никон мучительно переживал навязанное ему внешними обстоятельствами монашество и периодами впадал в мрачное уныние, близкое к отчаянию… Он сам понимал, что в монахи он не годится. «Из попа да из солдата хорошего монаха не выкроишь», — говорил он… Тяжёлая участь о. Никона наложила на него след. Честный, умный, способный, он замкнулся в рамках строгой законности, чуждой любви и идеализму. Дисциплину он поддерживал жестокими мерами: устрашением и беспощадными репрессиями. В семинарии создалась тяжёлая атмосфера, насыщенная злобой, страхом и ненавистью по отношению к начальству.— Глава 8.
В то же время при прощании с воспитанниками в 1898 о. Никон изложил собственную точку зрения на свои административные мероприятия:

Строжил я для вразумления и исправления. Но все строгие взыскания, предписываемые законом и совестью, я всегда растворял милостью; лишь не посвященным в дело они казались сухою правдою. Теперь без вреда для вас могу сказать, что иногда и совершенно прощал даже крупные проступки, когда они не были разглашены, когда не соблазняли и когда помилование, как тайное, не могло подать повода считать проступки дозволенными и, таким образом, служить поводом к распущенности заведения. Теперь без вреда для вас могу сказать и то, что детских шалостей ваших часто, видя, не видел и, слыша, не слышал, когда они не свидетельствовали о нравственной испорченности.

.
Жёсткие меры ректора академии привели к покушению на его жизнь, которое совершил один из семинаристов, человек, психически неуравновешенный. Чудом оставшийся в живых, о. Никон добился освобождения покушавшегося (он был помещён в больницу) и позднее, став епископом, назначил его псаломщиком. После покушения духовные власти предложили ему перейти на другую, более лёгкую и выгодную должность, но он отказался и ещё в течение трёх лет продолжал служить ректором.
Возглавляя семинарию, проявил способности хорошего хозяйственника: при нём был проведён капитальный ремонт семинарского храма.

## Архиерей
3 марта 1898 года в присутственном зале Святейшего Синода состоялось наречение архимандрита Никона во епископа.
8 марта 1898 года в Троицком соборе Александро-Невской Лавры хиротонисан во епископа Вольского, викария Саратовской епархии. Хиротонию совершили митрополит Санкт-Петербургский Палладий (Раев), митрополит Киевский Иоанникий (Руднев), архиепископ Новгородский Феогност (Лебедев), архиепископ Финляндский Антоний (Вадковский), епископ Тверской Димитрий (Самбикин), епископ Нарвский Иоанн (Кратиров) и епископ Гдовский Вениамин (Муратовский).
В июле того же года был назначен временно управляющим Таврической епархией в связи с болезнью, а затем и кончиной её правящего архиерея, епископа Михаила (Грибановского).
С 6 февраля 1899 года — епископ Нарвский, викарий Санкт-Петербургской епархии. Был главным наблюдателем за преподаванием Закона Божия в светских средних и низших учебных заведениях Петербурга. В 1901 стал одним из основателей Костромского благотворительного общества в Петербурге, задачей которого была помощь костромичам, жившим в столице, в том числе малолетним, сиротам, престарелым, учащимся.

### Епископ Вятский и Слободской
С 10 декабря 1901 года — епископ Вятский и Слободской. Посетил почти все приходы епархии, побывав даже в тех из них, жители которых ни разу не видели в своих храмах своего архиерея. По его предложению, в городских церквях Вятки по воскресеньям, после вечерни, организовывались нравоучительные чтения. Организовал ремонт Вятского кафедрального собора и архиерейского дома. Смог урегулировать конфликт с воспитанниками Вятской духовной семинарии таким образом, что было уволено меньшее число учащихся, чем ожидалось, причём многие из уволенных были позднее вновь приняты в семинарию, завершив тем самым образование (видимо, он учёл сложный опыт своего ректорства во Владимире).
Поддерживал единоверческое движение (сторонники которого служат по старым книгам, но находятся в юрисдикции Русской православной церкви) в противовес старообрядчеству. В его бытность епархиальным архиереем были заложены два единоверческих храма. Причём при начале строительства одного из них — в деревне Осипинской Глазовского уезда — епископ лично совершил по древним книгам всенощное бдение, продолжавшееся около пяти часов.
Поощрял миссионерскую деятельность среди черемисов (марийцев), татар, вотяков (удмуртов), поощрял переводы религиозных текстов на национальные языки. Организовал в Вятке миссионерские инородческие курсы, на которых учились представители этих народов, которые по окончании становились псаломщиками и учителями церковно-приходских школ, а затем и священниками. Сам преподавал на курсах Священное писание.

### Владимирский архиерей

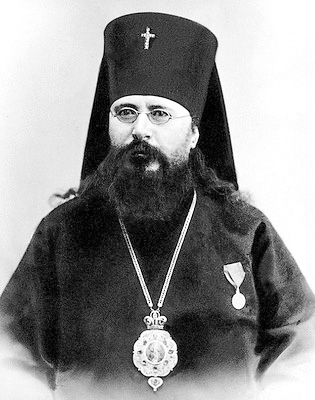
Никон (Софийский), еп. Владимирский. Фотография. Нач. XX в. (РГИА)

С 27 ноября 1904 года — епископ Владимирский и Суздальский.
Инициировал строительство нового здания для женского епархиального училища, для чего куплено место в лучшей части города. В условиях волнений семинаристов добился того, что семинария не была закрыта, а арестованные гражданскими властями учащиеся освобождены. По его инициативе при Братстве Святого Александра Невского была открыта миссионерская школа. Много проповедовал, часто совершал поездки по епархии.
6 мая 1906 года возведён в сан архиепископа.

### Экзарх Грузии
С 9 июня 1906 — архиепископ Карталинский и Кахетинский, экзарх Грузии, постоянный член Святейшего синода.
Был назначен в Грузию в ситуации, когда местное духовенство активно требовало восстановления автокефалии, которой Грузинская церковь лишилась в 1811 году. Во время его прибытия в Тифлис 26 августа 1906 года, грузинское духовенство отказалось встречать экзарха. В кафедральном Сионском соборе его встречали только русские священники и единственный грузин епископ Горийский Петр (Кончуев), который в приветственной речи пожелал, чтобы новоназначенный экзарх сам добивался автокефалии Грузинской церкви. Однако экзарх отказался поддержать требования о восстановлении автокефалии — в результате грузинское духовенство объявило ему бойкот.
Считал возможным выделить из состава Грузинского экзархата части с русским и греческим населением и присоединить их к русским епархиям; грузинским же частям экзархата предоставить известную долю самостоятельности.
По его инициативе был начат ремонт памятника грузинской церковной древности — Мцхетского собора, на что он исходатайствовал у Святейшего синода значительные средства, инициировал также начало пересмотра и исправления священных и богослужебных книг на грузинском языке, для чего была образована особая комиссия. Владыка Никон добился введения выборности духовенства Тифлисской епархии и города Баку (что было беспрецедентно для России), в грузинских духовно-учебных заведениях богословские предметы стали преподавать на грузинском языке. По его ходатайству были выделены значительные средства на благоустройство церковно-приходских школ. Поддержал создание в Тифлисе религиозно-философского общества. Со временем грузинское духовенство постановило частично снять бойкот и, не признавая в экзархе законного архипастыря Грузии, стало, однако, входить с ним в административно-служебные отношения.

Архиепископ Никон добился также ассигнования средств для исправления издания Библии и богослужебных книг на осетинском и абхазском языках. После его гибели епископ Сухумский Димитрий (Сперовский) так оценивал деятельность экзарха: 
Благодаря властной поддержке, абхазская переводческая комиссия в продолжение одного года успела перевести и напечатать чины божественной литургии, крещения, венчания и погребения, причём священные песнопения положены на ноты. Осенью в минувшем году мы имели возможность торжественно открыть в моём личном присутствии богослужение на абхазском языке. Услышав слово Божие и молитвы на родном языке, абхазцы пришли в великую радость. Это было великое апостольское дело, которое сотворил для них почивший архипастырь-мученик.

### Гибель
28 мая 1908 года был смертельно ранен выстрелами из пистолета на лестнице Грузино-Имеретинской синодальной конторы; убийцы скрылись с места преступления. Скончался спустя 20-30 минут после покушения.
Согласно завещанию, был похоронен в кафедральном Успенском соборе Владимира, в цинковом гробу, в юго-западном углу, в ногах архиепископа Владимирского и Суздальского Сергия (Спасского).
В причастности к гибели владыки противники автокефалистов обвиняли приверженцев грузинской автокефалии (в том числе и из числа иерархов), но доказать ничего не удалось.
Имел ордена: Святого Владимира 3-й степени (1899), Святой Анны 1-й степени (1902); в 1907 году пожалован бриллиантовый крест для ношения на клобуке.